# Psychrobacter
Psychrobacter ist eine Gattung von gramnegativen Bakterien. Die Vorsilbe Psychro- ist abgeleitet von dem griechischen Adjektiv psychros und bedeutet kalt: Arten von Psychrobacter wachsen bei extrem tiefen Temperaturen. So zeigen Psychrobacter cryohalolentis und P. arcticus noch Wachstum bei -15 °C.

## Merkmale
Die Arten von Psychrobacter sind stäbchenförmig oder kokkoid. Sie sind salztolerant (halotolerant) und wachsen noch in Umgebungen mit 6,5 % NaCl. Der Oxidase-Test und der Katalase-Test verlaufen positiv. Sauerstoff wird benötigt (aerob). Der Stoffwechsel ist chemoheterotroph.
Fundorte sind u. a. der Antarktische Ozean, Meereseis, Kiemen von Fischen und verschiedene Nahrungsmittel. So wurde z. B. die Art Psychrobacter proteolyticus im Magen von Antarktischem Krill gefunden, Psychrobacter glacincola wurde aus antarktischem Eis isoliert und Psychrobacter pacificensis wurde in der Tiefsee gefunden. Nicht näher definierte Arten von Psychrobacter wurden im gesunden Gewebe von Bullenhaien (Carcharhinus leucas) gefunden. Bei den Geweben handelte es sich um Mund, Kiemen und Haut.

## Systematik
Die Gattung Psychrobacter zählt zu der Familie Moraxellaceae der Gammaproteobacteria. Die  Typart ist die im Jahr 1986 erstbeschrieben Art Psychrobacter immobilis.
Es sind folgende Arten bekannt:
- Psychrobacter adeliensis Shivaji et al. 2005
- Psychrobacter aestuarii Baik et al. 2010
- Psychrobacter alimentarius Yoon et al. 2005
- Psychrobacter aquaticus Shivaji et al. 2005
- Psychrobacter aquimaris Yoon et al. 2005
- Psychrobacter arcticus Bakermans et al. 2006
- Psychrobacter arenosus Romanenko et al. 2004
- Psychrobacter celer Yoon et al. 2005
- Psychrobacter cibarius Jung et al. 2005
- Psychrobacter cryohalolentis Bakermans et al. 2006
- Psychrobacter faecalis Kämpfer et al. 2002
- Psychrobacter fozii Bozal et al. 2003
- Psychrobacter frigidicola Bowman et al. 1996
- Psychrobacter fulvigenes Romanenko et al. 2009
- Psychrobacter glacincola Bowman et al. 1997
- Psychrobacter immobilis Juni and Heym 1986
- Psychrobacter jeotgali Yoon et al. 2003
- Psychrobacter luti Bozal et al. 2003
- Psychrobacter lutiphocae Yassin and Busse 2009
- Psychrobacter marincola Romanenko et al. 2002
- Psychrobacter maritimus Romanenko et al. 2004
- Psychrobacter namhaensis Yoon et al. 2005
- Psychrobacter nivimaris Heuchert et al. 2004
- Psychrobacter okhotskensis Yumoto et al. 2003
- Psychrobacter pacificensis Maruyama et al. 2000
- Psychrobacter phenylpyruvicus (Bøvre and Henriksen 1967) Bowman et al. 1996
- Psychrobacter piscatorii Yumoto et al. 2010
- Psychrobacter proteolyticus Denner et al. 2001
- Psychrobacter pulmonis Vela et al. 2003
- Psychrobacter salsus Shivaji et al. 2005
- Psychrobacter sanguinis Wirth et al. 2012
- Psychrobacter submarinus Romanenko et al. 2002
- Psychrobacter urativorans Bowman et al. 1996
- Psychrobacter vallis Shivaji et al. 2005